# 静定構造
静定構造（せいていこうぞう、英: statically determinate structure）とは力の釣り合いから応力分布（モーメント図、剪断図）が決まる構造のことである。安定を保ために、必要最低限の拘束数しか受けない構造物である。

## 判別式
{\displaystyle n+s+r-2k<0}  不安定
{\displaystyle n+s+r-2k=0}  静定構造（必要条件）
{\displaystyle n+s+r-2k>0} 不静定構造
ここで
{\displaystyle k:}節点数
{\displaystyle s:}部材数
{\displaystyle n:}反力数
{\displaystyle r:}耐接接合材数（1材の1つの節点に剛接される他の材の数)

## 例
- 3ヒンジラーメン
- 3ヒンジアーチ
- 片持ち梁